# Каркуча
Каркуча (груз. კარკუჩა) — село в Грузії.
За даними перепису населення 2014 року в селі проживає 50 особи.